# Tommy Vercetti
Tommy Vercetti (* 1981 in Bern; eigentlicher Name Simon Küffer) ist ein Schweizer Mundart-Rapper aus Bern.

## Biografie
Anfang 2000 gehörte Simon Küffer noch der MU-Posse an. Eine Crew, der unter anderem auch die späteren Round Table Knights Francis Man und DJ QuestionMark angehörten. Grosse Bekanntheit erlangte er 2003 durch seine Teilnahme am Schweizer Ultimative Battle im Bierhübeli in Bern. Für das Battle legte er sich auch seinen Künstlernamen Tommy Vercetti zu, den Namen des Protagonisten aus dem damals aktuellen Computerspiel GTA: Vice City. Er musste sich am Ende nur im finalen Duell gegen den Glarner MC Bandit geschlagen geben.
Neben seinen Battlerap-Texten zeichnet sich Tommy Vercetti vor allem durch seine sozialkritischen Texte aus. Er bezeichnet sich selbst als Marxist und kandidierte bei den Berner Stadtratswahlen für die kommunistische PdA.
Mit seinem Freund Dezmond Dez veröffentlichte er in der Folge die Mixtapes Cheftape 1 sowie Cheftape 2. 2005 erschien das Solomixtape Flug zum Tod und 2006 erschien StrassenLampenBlind. Das Mixtape TheRadiosessions erschien im Jahr 2007. 2008 erschien der dritte Teil der Cheftape Reihe, im Folgejahr veröffentlichte Tommy Vercetti ein weiteres Solomixtape, Guät Nacht.
Danach beschloss er, sein erstes Album zu erstellen, wofür er sich drei Jahre Zeit liess. Nebenbei gründete er mit Dezmond Dez und Manillio die Formation Eldorado FM. Unter diesem Namen sind bisher fünf Gratismixtapes erschienen. Seit dem dritten Eldorado FM Mixtape Summernachtstroum gehört der St. Galler Rapper CBN ebenfalls zum festen Bestandteil der Eldorado FM Crew.
Im Oktober 2010 erschien Tommy Vercettis Debütalbum Seiltänzer, das erfolgreich auf Platz 19 in der Schweizer Hitparade einstieg. Gleichzeitig erschien das Best Of The Magnesium Files. Nachdem im Jahr 2015 das erste Album von Eldorado FM erschienen ist (Luke mir si di Vater) erschien im Februar 2016 das Gratismixtape Rosario von Tommy Vercetti.
Tommy Vercetti wurde für sein Schaffen mit dem Anerkennungspreis der Literaturkommission des Kantons Bern ausgezeichnet. Die Produktion des Albums Glanton Gang wurde mit Kulturförderungbeiträgen unterstützt.

## Diskografie

### Mixtapes
Solo
- Cheftape 1 (mit Dezmond Dez; April 2003)
- Cheftape 2 (mit Dezmond Dez; November 2003)
- Flug zum Tod (Mai 2005)
- StrassenLampenBlind (April 2006)
- Radiosessions (2007)
- Cheftape 3 (mit Dezmond Dez; April 2008)
- Guät Nacht (Oktober 2009)
- Rosario (Februar 2016)

Mit Eldorado FM
- Geilheit (2008)
- Bombä über Monte Carlo (2009)
- Summernachtstroum (2010)
- Stadt unter (2011)
- Bugarach Beach (2012)

### Alben
Solo
- Seiltänzer (2010)
- No 3 Nächt bis Morn (2019)
- Sympathie für Hyäne (2022)

Mit Eldorado FM
- Luke mir si di Vater (2015)

Mit Dezmond Dez
- Glanton Gang (2013)

### EPs
Mit Ruck P
- Polarlos (2018)